# Вестерберг, Пер
Пер Эрик Гуннар Вестерберг (швед. Per Erik Gunnar Westerberg; род. 2 августа 1951, Нючёпинг, Швеция) — шведский экономист и политик, спикер Риксдага в Швеции, где он является старейшим членом парламента от 1979 года.

## Биография
- Вестерберг родился в Нючёпинге и закончил Стокгольмскую школу экономики в 1974 году.
- С 1974 г. по 1977 г. Вестерберг работал в Saab-Scania в Седертелье (автомобильное подразделение) в Нючёпинге 1979—1991 гг.[2], стал членом правления АО Karl W. Олссон в 1974 г., председателем CEWE Instrument AB 1984—1990 гг.[3] и Elwia AB с 1985 г..

Он был директором предприятия Агентство FFV с 1983 года, членом комитета управления питанием 1978—1982 гг., член кооператива в 1980—1983 г. др. Его семья занята семейным бизнесом.
- В 1976—1978 гг. он был секретарем среди молодежи
- в 1978—197 гг. политическим секретарем Партии умеренных. В 1977 г. он стал вице-председателем уездного отделения Партии умеренных Сёдерманланда и был секретарем Союза Умеренного молодёжного сообщества в 1977—1978 гг., а также председательствовал в регионе Нючёпинг в 1979 году.
- С 1979 г. Пер Вестерберг является рядовым членом парламента, а ранее:
- в 1977—1978 гг. он был депутатом Риксдага.
- В 1979—1982 гг. был кандидатом в члены Финансового комитета.
- В 1979—1982 гг. (и в 1982—1985 гг.) в комитете промышленности и торговли.
- С 1985 г. — в комитете по вопросам рынка труда.

Пер Вестерберг в настоящее время является наиболее возрастным членом парламента Швеции. Он также занимал должность Альдермана после всеобщих выборов 2006 г., ранее был избран на пост спикера .
Он также является самым богатым членом парламента — частное состояние более 200 миллионов шведских крон (около $30 млн долл. США на момент 2006 г.).
- В 1991—1994 гг. Вестерберг был министром промышленности и торговли в правительстве Швеции Карла Бильдта.
- В 2003 г. он был избран первым из трех заместителей Спикера Риксдага
- 2 октября 2006 г. он был избран спикером Риксдага новой либерально-консервативного большинства, победив действующего Бьорна фон Сюдова (швед. Björn von Зидов)[6].
- 4 октября 2010 г. он был переизбран на пост спикера Риксдага[7].

## Личная жизнь
Пер Вестерберг живёт в Нючёпинге с женой (врач Ильва Вестерберг), от которой он имеет четырёх детей. Его брат, Ларс Вестерберг — главный исполнительный директор компании Autoliv.

## Награды
- : Орден «Стара планина» 1-й степени[8][9][10][11]
- : Орден Креста земли Марии 1-й степени[11][12]
- : Орден Белой розы Финляндии, большой крест[13]
- : Орден Феникса, большой крест[14]
- : Орден Заслуг, великий офицер[9][11][13][15]